# Liga de Campeones de la CAF 1999
La Liga de Campeones de la CAF de 1999 fue la edición 35 del torneo de fútbol de clubes de África organizado por la CAF.
El Raja Casablanca de Marruecos ganó el torneo por tercera ocasión.

## Ronda Preliminar
| Equipo 1            | Agr. | Equipo 2                 | Ida | Vuelta |
| ------------------- | ---- | ------------------------ | --- | ------ |
| Red Sea FC          | 1-3  | Rayon Sport              | 1-1 | 0-2    |
| ASEC Ndiambour      | 7-0  | Invincible Eleven        | 4-0 | 3-01   |
| USFA                | 2-1  | AS Dragons FC de l'Ouémé | 2-0 | 0-1    |
| CD Elá Nguema       | w/o  | Santana FC               | 2   | -      |
| Telecom Wanderers   | 3-2  | Scouts Club              | 0-1 | 3-1    |
| SS Saint-Louisienne | 6-0  | Red Star FC              | 2-0 | 4-0    |
| AS CotonTchad       | 2-3  | Al Mahalah               | 2-0 | 0-3    |
| Notwane FC          | 2-4  | Lesotho Defence Force FC | 1-1 | 1-3    |
| Real Banjul         | 1-3  | AS Kaloum Star           | 0-2 | 1-1    |

1el Invincible Eleven abandonó el torneo después del primer partido. 

2el Santana FC abandonó el torneo.

## Primera Ronda
| Equipo 1          | Agr.     | Equipo 2           | Ida | Vuelta |
| ----------------- | -------- | ------------------ | --- | ------ |
| Maji Maji         | 0-5      | Al-Ahly            | 0-3 | 0-2    |
| Rayon Sport       | 3-1      | Leopards           | 2-1 | 1-0    |
| ASEC Ndiambour    | 1-4      | Raja Casablanca    | 1-0 | 0-4    |
| Djoliba           | 3-3 (v.) | Coton Sport        | 2-0 | 1-3    |
| Libreville        | 2-3      | ASEC Mimosas       | 1-0 | 1-3    |
| USFA              | 2-6      | USM El Harrach     | 2-0 | 0-6    |
| Elá Nguema        | 0-9      | Hearts of Oak      | 0-3 | 0-6    |
| Villa             | 7-2      | Mebrat Hail        | 5-0 | 2-2    |
| Kaloum Star       | 3-6      | Shooting Stars     | 3-0 | 0-6    |
| Costa do Sol      | 0-3      | DC Motema Pembe    | 0-1 | 0-23   |
| Telecom Wanderers | 1-5      | Mamelodi Sundowns  | 1-2 | 0-3    |
| Saint-Louisienne  | 2-1      | DSA                | 1-0 | 1-1    |
| Al Mahalah        | 1-4      | Espérance de Tunis | 1-2 | 0-2    |
| Nchanga Rangers   | 1-2      | Al-Hilal           | 1-0 | 0-2    |
| Vital'O           | 3-2      | Primero de Agosto  | 2-1 | 1-1    |
| LDF               | 0-4      | Dynamos            | 0-3 | 0-1    |

2el Costa do Sol desertó para el 2.º partido y fue expulsado del torneo.

## Segunda Ronda
| Equipo 1           | Agr.     | Equipo 2         | Ida | Vuelta |
| ------------------ | -------- | ---------------- | --- | ------ |
| Al-Ahly            | 3-1      | Rayon Sport      | 3-0 | 0-1    |
| Raja Casablanca    | 3-3 (p.) | Djoliba          | 2-1 | 1-2    |
| ASEC Mimosas       | 5-2      | USM El Harrach   | 4-0 | 1-2    |
| Hearts of Oak      | 4-1      | Villa            | 3-0 | 1-1    |
| Shooting Stars     | 2-0      | DC Motema Pembe  | 2-0 | 0-01   |
| Mamelodi Sundowns  | 3-5      | Saint-Louisienne | 1-1 | 2-4    |
| Espérance de Tunis | 8-3      | Al-Hilal         | 5-0 | 3-3    |
| Vital'O            | 0-3      | Dynamos          | 0-2 | 0-1    |

1El partido fue abandonado al final del primer tiempo con el marcador 0-0 después de que el Shooting Stars recibió un castigo y se negó a continuar cuando los oficiales del equipo fueron agredidos y asaltados por aficionados locales; el juego fue declarado empate.

## Fase de grupos

### Grupo A
| Pos. | Equipo          | Pts. | PJ | G | E | P | GF | GC | Dif. | Clasificación |     | RAJ | ALA | HEA | SHO |
| ---- | --------------- | ---- | -- | - | - | - | -- | -- | ---- | ------------- | --- | --- | --- | --- | --- |
| 1    | Raja Casablanca | 11   | 6  | 3 | 2 | 1 | 4  | 2  | +2   | Final         |     | —   | 1–1 | 1–0 | 1–0 |
| 2    | Al Ahly         | 10   | 6  | 3 | 1 | 2 | 11 | 7  | +4   |               |     | 0–1 | —   | 2–0 | 4–1 |
| 3    | Hearts of Oak   | 8    | 6  | 2 | 2 | 2 | 7  | 6  | +1   |               | 0–0 | 2–1 | —   | 3–0 |     |
| 4    | Shooting Stars  | 4    | 6  | 1 | 1 | 4 | 6  | 13 | −7   |               | 1–0 | 2–3 | 2–2 | —   |     |

 Fuente: 

### Grupo B
| Pos. | Equipo              | Pts. | PJ | G | E | P | GF | GC | Dif. | Clasificación |     | ESP | MIM | DYN | SLO |
| ---- | ------------------- | ---- | -- | - | - | - | -- | -- | ---- | ------------- | --- | --- | --- | --- | --- |
| 1    | ES Tunis            | 15   | 6  | 5 | 0 | 1 | 13 | 1  | +12  | Final         |     | —   | 3–0 | 1–0 | 5–0 |
| 2    | ASEC Mimosas        | 10   | 6  | 3 | 1 | 2 | 7  | 6  | +1   |               |     | 1–0 | —   | 2–0 | 3–1 |
| 3    | Dynamos Harare      | 6    | 6  | 2 | 0 | 4 | 9  | 9  | 0    |               | 0–2 | 2–1 | —   | 7–2 |     |
| 4    | SS Saint-Louisienne | 4    | 6  | 1 | 1 | 4 | 4  | 17 | −13  |               | 0–2 | 0–0 | 1–0 | —   |     |

 Fuente: 

## Final
| 27 de noviembre de 1999 | Raja Casablanca | 0:0 | Espérance de Tunis | Mohammed V, Casablanca                                        |  |
|                         |                 |     |                    | Asistencia: 10.000 espectadores Árbitro(s): Mathabella Petros |  |

| 12 de diciembre de 1999 | Espérance de Tunis                           | 0:0 (3:4 p.)               | Raja Casablanca                                      | El Menzah, Túnez                                                   |  |
|                         |                                              |                            |                                                      | Asistencia: 50.000 espectadores Árbitro(s): Manuel Monteiro Duarte |  |
|                         |                                              | Tiros desde el punto penal |                                                      |                                                                    |  |
|                         | - Badra - Kanzari - Gabsi - Chihi - El Ouaer |                            | - Khoubache - El Karkouri - Safri - Aboub - El Himer |                                                                    |  |

Campeón

Raja Casablanca
3º título

## Goleadores
| # | Nombre                | Equipo          | Goles |
| - | --------------------- | --------------- | ----- |
| 1 | Hossam Hassan         | Al Ahly         | 6     |
| 2 | Ishmael Addo          | Hearts of Oak   | 4     |
| 2 | Aruna Dindane         | ASEC Mimosas    | 4     |
| 2 | Venance Zézé          | ASEC Mimosas    | 4     |
| 2 | Mustapha Moustawdaa   | Raja Casablanca | 4     |
| 2 | Walid Azaiez          | ES Tunis        | 4     |
| 7 | Mohamed Gouda         | Al Ahly         | 3     |
| 7 | Emmanuel Osei Kuffour | Hearts of Oak   | 3     |
| 7 | Kingston Rinemhota    | Dynamos Harare  | 3     |
| 7 | Ronald Sibanda        | Dynamos Harare  | 3     |